# Оповідання про Майкла Паркера
"Оповідання про Майкла Паркера" — оповідання українського письменника доби Розстріляного Відродження Майка Йогансена, вперше опубліковане у Харкові, 1931 року. Повний текст можна прочитати за посиланням.

### Композиція
Текст складається з 3 коротких частин, кожна з яких має назву: "Перша поява Майкла", "Майкл знайомиться з нечистою силою" та "Кінець Майкла Паркера". Перша і третя назви прямо описують сюжетну подію, у той момент як друга іронізує над описаною ситуацією.
"Перша поява Майкла"
Події відбуваються в Мільвокі, США. Конні Стефен приїздить до містечка, щоб одружутися з Рут Паркер. Прагнучи довести свою інтелектуальну перевагу над Рут, Конні влаштовує містифікацію: наймає жебрака і незграбно видає його за більшовика з Радянської республіки "екреїніен" (України). Їхня розмова — набір неіснуючих слів, які мали б виглядати як справжня бесіда, мову якої не розуміє тільки Рут. Але жебрак виявляється зниклим Майклом Паркером, братом Рут, без знайдення якого було б неможливе весілля Конні та Рут. Майкл потай повернувся на Батьківщину і з сестрою розіграв того, хто сам збирався її розігрувати. Засоромлений Конні визнає, що Рут не така дурна, як він гадав, і заручується з нею. Центральний прийом оповідання — зміна ролей під час фінальної сцени: той, хто розігрує, виявляється тим, кого розігрують. Автор уміло тримає інтригу аж до фінальної розв'язки. Таку лінію оповіді сам Йогансен у своїй праці "Як будується оповідання" називав "ламаною", тобто з відкритою до передбачення фіналу, з кількома можливими варіантами передбачення подій.
"Майкл знайомиться з нечистою силою"
Майкл Паркер розказує другові Марку та Рут із Конні, вже молодятам, фантастичну "історію про духів", що сталася з ним в Україні. Історія про те, як Майкл з українцем Григорієм Трушем, полюючи поночі на зайців, сприйнявши в сутінках силует дочки Труша Оксани в кожусі за чорта, вбили Оксану. Це все доповнюється передісторією Григорія про те, як він зрікся Бога і зустрів на цьому ж місці нечисту силу, що посилило ефект "чорного кожуха", що був здалеку в тумані схожим на чорта. Це обрамлена історія. У розв'язці Майкл повідомляє, що повертається назад в Україну.
"Кінець Майкла Паркера"
Марк та Майкл вирушають до Радянської України. У розмовах Майкл Паркер іронічно розповідає про полювання в Україні, зупиняється на описі особливостей рушниці-берданки (з такої само застрелено Оксану). Мотив берданки, що проходить крізь два останні оповідання, стає в "Кінці Майкла Паркера" головним. Приїхавши в село, американців урочисто зустрічає голова комуни Мусій. Герої обговорюють, як за два останні роки змінилося, зросло село. Марк зразу знаходить несправну берданку і приносить її до Паркера. Той лагодить зброю. Марк залишає рушницю в траві. Тільки ввечері друзі згадують про берданку, а коли кидаються шукати, Майкла вбивають — з неї ж таки (очвидно, зброю підібрали вороги Паркера й скористались моментом). Задовга і багатослівна експозиція виявляється зав'язкою; такі композиційні ігри загалом притаманні Йогансенові.
Примітно, що і Оксана, і Майкл померли від кулі, що попала в шию. До того ж, двічі смерть відбувається наче "за іронією долі" або "злим збігом обставин": Оксана пропонувала одягти чорний кожух Майклові і тоді її не сплутали б з нечистою силою; Майкл міг не чинити берданку, якою ж його і вбили. Усі, здавалося б, неважливі моменти у тексті насправді доповнюють сюжет і є важливою складовою оповідання.

### Особливості
Примітно, що герої твору — американці, проте для читача вони говорять українською. Дисонанс створюється, коли раптово в кінці тексту Марк проголошує: "Brothers, we shall avenge his death. We shall break them, as I break this here bloody rod!" (пер. Брати, ми повинні помститися за його смерть. Ми їх розчавимо так, як я зараз зламаю цю криваву залізяку!). На що Терешко (віз американців до села) відповідає: "Правильно сказав омарканець", що, безумовно, підкреслює комізм ситуації.

### Інтертекст
У попередніх текстах Майка Йогансена (зокрема, у "Подорож ученого доктора Леонардо...") згадується про "шомполку дядька Мусія". Шомполка – рушниця застарілої конструкції, що заряджається з дула за допомогою шомпола. Про неї згадує Майкл Паркер у розповіді про мисливців Радянського Союзу (третя частина оповідання). Персонаж на ім’я Мусій фігурує у декількох текстах Йогансена: голова комуни, коваль Мусій Корінь у третій частині "Оповідання про Майкла Паркера" і польовод дядько Мусій у селі Молотуха в оповіданні "Дядько Мусій і заєць"  (збірка "Джан та інші оповідання").

### Критика та джерела
Агеєва В. Канон як мистецтво пам'ятати // Сучасність, 2010, № 5. С. 175 - 82.
Йогансен М. Як будується оповідання. В кн.. М.Йогансен. Вибрані твори. К., 2001. С.361-477. URL: https://chtyvo.org.ua/authors/Yohansen/Yak_buduietsia_opovidannia/
Кузякіна Н. П'єси Миколи Куліша: Літературна і сценічна історія. К., 1970.
Цимбал Я. Творчість Майка Йогансена в контексті українського авангарду 20-30-х років: автореф. дис. на здобуття н.с. кандидата філол..н. за спец.10.01.01. К., 2003. URL: http://disser.com.ua/tvorchist-majka-johansena-v-konteksti-ukrayinskoho-avanhardu---kh-rokiv.html
Цимбал Я. Авангардист Майк Йогансен та літературна традиція // Історико-літературний журнал. №6. 2001 С.200-205. URL: https://md-eksperiment.org/post/20160519-avangardist-majk-jogansen-i-literaturna-tradiciya
Цимбал Я. Пригоди довірливого читача, ошуканого Майком Йогансеном і Юрієм Смоличем // Літературознавчі обрії. Вип.2. 2001. С.107-111.
Шкандрій М. Український прозовий аванґард 20-х // Слово і час. 1993. № 8. С. 51 - 57.